# Zarbince
Zarbince (izvirno srbsko Зарбинце) je naselje v Srbiji, ki upravno spada pod Občino Bujanovac; slednja pa je del Pčinjskega upravnega okraja.

## Demografija
V naselju, katerega izvirno (srbsko-cirilično) ime je Зарбинце, živi 448 polnoletnih prebivalcev, pri čemer je njihova povprečna starost 30,1 let (29,0 pri moških in 31,3 pri ženskah). Naselje ima 90 gospodinjstev, pri čemer je povprečno število članov na gospodinjstvo 7,24.
To naselje je večinoma albansko (glede na rezultate popisa iz leta 2002).
|  |

| Demografija | Demografija     | Demografija     |
| Leto        | Št. prebivalcev | Št. prebivalcev |
| ----------- | --------------- | --------------- |
|             |                 |                 |
|             |                 |                 |
|             |                 |                 |
|             |                 |                 |
| 1948        | 1244            |                 |
| 1953        | 1354            |                 |
| 1961        | 1342            |                 |
| 1971        | 1433            |                 |
| 1981        | 1232            |                 |
| 1991        | 915             | 896             |
| 2002        | 732             | 652             |
|             |                 |                 |

| Etnična sestava po popisu iz leta 2002 | Etnična sestava po popisu iz leta 2002 | Etnična sestava po popisu iz leta 2002 | Etnična sestava po popisu iz leta 2002 | Etnična sestava po popisu iz leta 2002 |
| -------------------------------------- | -------------------------------------- | -------------------------------------- | -------------------------------------- | -------------------------------------- |
| Albanci                                | Albanci                                |                                        | 643                                    | 98,61%                                 |
| Bošnjaki                               | Bošnjaki                               |                                        | 1                                      | 0,15%                                  |
| Neznano                                | Neznano                                |                                        | 1                                      | 0,15%                                  |